# Karl Russell

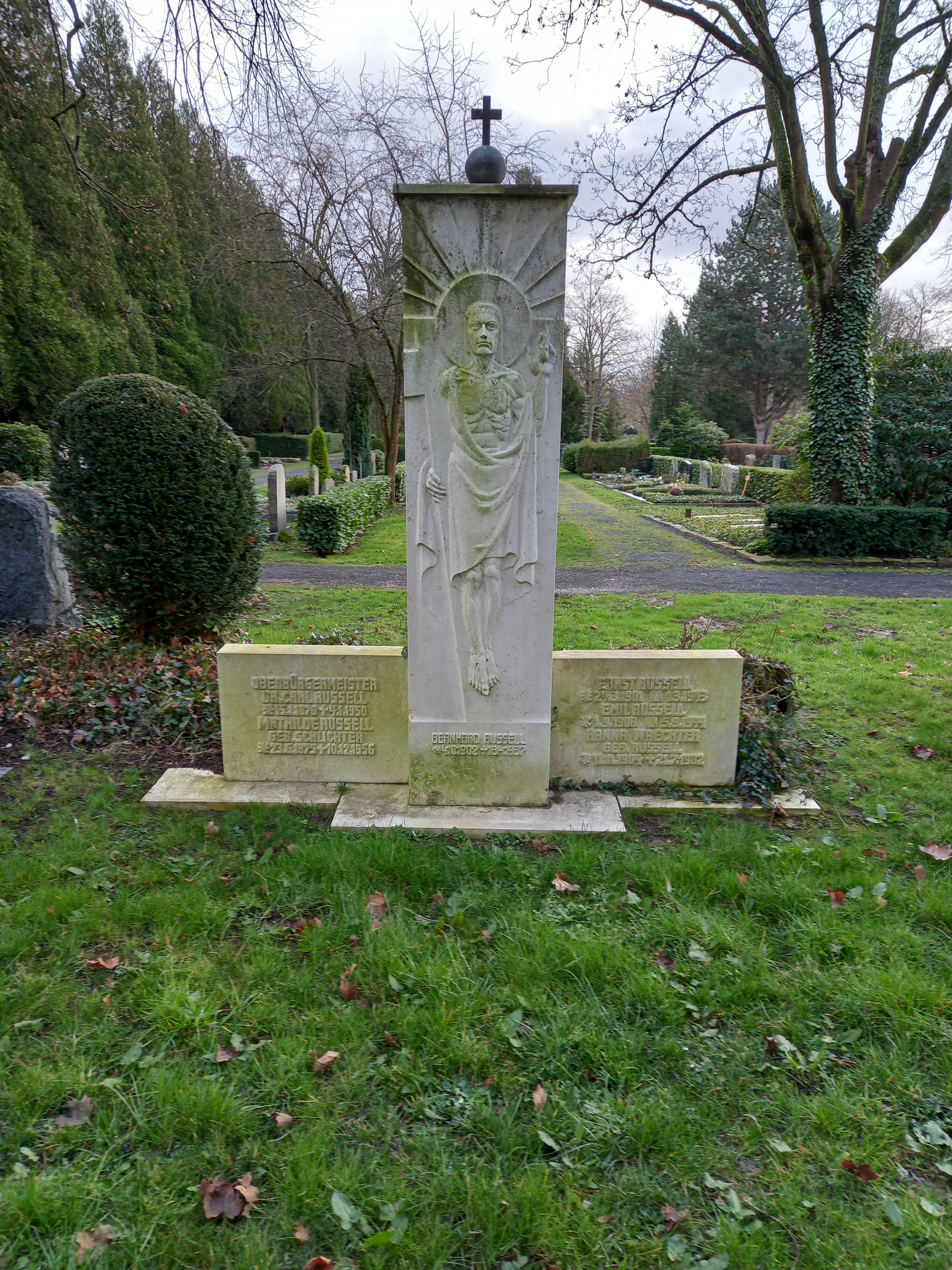
Grab von Karl Russell und seiner Ehefrau Mathilde geborene Schlichter auf dem Zentralfriedhof Bad Godesberg in Bonn

Karl Russell, auch Carl Russel, (* 15. Januar 1870 in Recklinghausen; † 4. Januar 1950 in Bad Godesberg) war ein deutscher Verwaltungsjurist und Kommunalpolitiker (Zentrum). Von 1919 bis 1931 war er Oberbürgermeister von Koblenz.

## Leben und Beruf
Karl Russell war ein Sohn eines herzoglich arenbergischen Hofkammerpräsidenten und studierte Rechtswissenschaften an der Ludwig-Maximilians-Universität München, der Philipps-Universität Marburg und an der Friedrich-Wilhelms-Universität Berlin, bevor er am 3. Juni 1896 das große Staatsexamen ablegte. Danach arbeitete er bis 1905 als Staatsanwalt in Hagen, bis 1912 als Syndikus des Landkreises Recklinghausen und bis 1919 als Bürgermeister in Buer.

## Wirken als Koblenzer Oberbürgermeister
Nach dem frühen Tod von Bernhard Clostermann wurde Russell am 16. Juni 1919 vom Koblenzer Stadtrat zum neuen Oberbürgermeister gewählt. 1920 war er auch Mitglied im Provinziallandtag der Rheinprovinz. Nach der Amtseinführung am 1. August 1919 war seine Dienstzeit von der US-amerikanischen Besatzung nach dem Ersten Weltkrieg (vom 12. Dezember 1918 bis 24. Januar 1923) und der darauf folgenden französischen Besatzung (bis 30. November 1929) geprägt. Neben der alliierten Rheinlandbesetzung war auch die Inflation bis 1923 ein großes Problem. Die Stadt selbst gab 80 verschiedene Notgeldscheine mit der Unterschrift des Oberbürgermeisters aus. Koblenz litt in dieser politisch wie wirtschaftlich unruhigen Zeit der Besatzung, den damit einhergehenden Einquartierungen, die eine größere Wohnungsnot nach sich zogen, und den Requirierungen. Zeitweise waren bis zu 7.000 französische Soldaten in der Stadt stationiert. Hinzu kam die aufgrund der Bestimmungen des Versailler Vertrags durchzuführende Entfestigung der preußischen Festung Koblenz. Unter anderem durch den Einsatz des US-Generals Henry Tureman Allen konnte die Festung Ehrenbreitstein der Entfestigung entgehen.
Weiterhin fielen in Russells Amtszeit die Ereignisse rund um die Rheinische Republik, in deren Folge Russell am 23. Oktober 1923 auf Weisung der französischen Besatzung das besetzte Rheinland verlassen musste. Erst nach fast zehnmonatiger Verbannung konnte Russell am 10. Juli 1924 nach Koblenz zurückkehren und seine Arbeit wieder aufnehmen. Er eröffnete 1925 die Reichsausstellung Deutscher Wein in Koblenz als Teil der Rheinischen Jahrtausendfeier. Das Weindorf des damaligen Ausstellungsgeländes ist bis heute erhalten geblieben. Nach der Zustimmung durch das preußische Innenministerium wurde am 14. Mai 1926 die Schreibweise der Stadt von „Coblenz“ in „Koblenz“ geändert. Russell war auch besorgt um das Gesundheitswesen in der Stadt. Er kaufte in Moselweiß den Kemperhof, ein vom Männerorden der Zisterzienser als Waisenhaus und Schule genutztes Hofgut. Hier entstand ein modernes Krankenhaus, da das alte Bürgerhospital an der Kastorstraße nicht mehr den Anforderungen genügte. Am 1. Oktober 1923 wurde auf sein Bestreben Wallersheim nach Koblenz eingemeindet. Auf eine Anregung Russells geht das 1928 eingeweihte Joseph-Görres-Denkmal in den Rheinanlagen zurück.

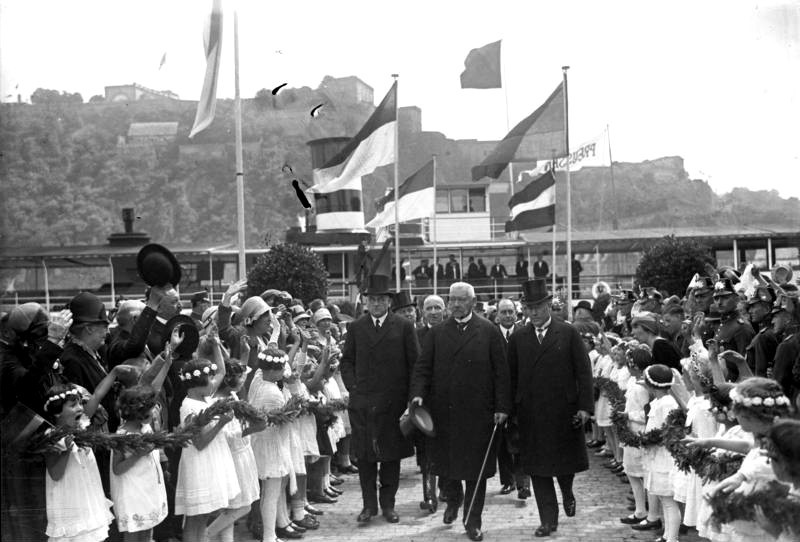
Reichspräsident Paul von Hindenburg mit Karl Russell (rechts) und dem preußischen Ministerpräsidenten Otto Braun (links) bei der Befreiungsfeier 1930 am Deutschen Eck in Koblenz

Das Ende seiner Amtszeit fiel wie schon der Beginn in politisch und wirtschaftlich unruhige Zeiten. Obwohl am 30. November 1929 die französische Besatzung das Rheinland vorzeitig räumte, konnte die Stadt nicht mehr von der neu gewonnenen Freiheit profitieren. Aus Anlass der Befreiungsfeierlichkeiten empfing der Oberbürgermeister am 22. Juli 1930 Reichspräsident Paul von Hindenburg in Koblenz. Der Tag endete mit der Brückenkatastrophe. Die Weltwirtschaftskrise riss Koblenz noch tiefer in den Strudel, in den es durch Besatzung, Ruhrkampf usw. hineingeraten war.
Nach Ablauf der zwölfjährigen Amtszeit ging Russell am 31. Juli 1931 in den Ruhestand. Kurz zuvor hatte der Stadtrat ihm die Ehrenbürgerwürde der Stadt verliehen, die ihm die Nationalsozialisten nach der Machtübernahme 1933 aberkannten. Wegen eines Formfehlers erhielt Russell diese Würde jedoch wenig später wieder zurück. Seinen Lebensabend verbrachte er in Bad Godesberg, wo er am 4. Januar 1950 starb. Karl Russell wurde auf dem Zentralfriedhof in Bad Godesberg begraben.

## Ehrungen
- 1931: Ehrenbürgerwürde der Stadt Koblenz
- 1962: Benennung einer Straße in Lützel als Karl-Russell-Straße
- Der Platz vor der Postfiliale in Gelsenkirchen-Buer trägt seinen Namen.